# FIFA 09
FIFA 09 este un joc video produs de Electronic Arts, parte a seriei FIFA. Dezvoltat de EA Canada, este publicat de Electronic Arts la nivel mondial sub numele de EA Sports. A fost lansat la data de 2 octombrie 2008 în Australia, 3 octombrie 2008 în Europa și 14 octombrie în America de Nord. Versiunea N-Gage a fost lansată pe 18 noiembrie 2008. O versiune pentru iPhone a fost anunțată de către EA pe 24 martie 2009.

## Ligi licențiate
FIFA 09 include 30 de ligi licențiate cu un total de 500 de echipe.
- Hyundai A-League
- T-Mobile Bundesliga
- Jupiter Pro League
- Campeonato Brasileiro
- Gambrinus Liga
- SAS Ligaen
- Barclays Premier League
- Coca-Cola Football League Championship
- Coca-Cola Football League One
- Coca-Cola Football League Two
- Ligue 1
- Bundesliga
- 2. Bundesliga
- FAI League of Ireland
- Serie A
- Serie B
- K-League
- Primera División de México
- Eredivisie
- Tippeligaen
- Ekstraklasa
- Liga Sangres
- Clydesdale Bank Premier League
- Liga BBVA
- Liga Adelante
- Allsvenskan
- Superliga Axpo
- Turkcell Süper Lig
- Major League Soccer
- Anumite echipe nu sunt licențiate complet (ex. Genoa).

## Restul lumii
- AEK Atena
- Boca Juniors
- Corinthians
- Lausanne
- St. Gallen
- Fortaleza
- Juventute
- Kaizer Chiefs
- Olympiacos
- Orlando Pirates
- Panathinaikos
- PAOK
- Paraná
- Ponte Preta
- River Plate
- São Caetano
- Servette
- Zagłębie Lubin

### Echipe naționale
FIFA 09 are 41 de echipe naționale. Cea mai notabilă reprezentativ cară lipsește este cea a Japoniei (care a ajuns în șaisprezecimile CM 2002, dar drepturile de licențiere aparțin companiei Konami). Unele echipe nu sunt licențiate complet (ex. Olanda și Rusia).   
| - Argentina - Australia - Austria - Belgia - Brazilia - Bulgaria - Camerun - China - Croația - Cehia - Danemarca | - Ecuador - Anglia - Finlanda2 - Franța - Germania - Grecia - Ungaria2 - Italia - Coreea de Sud - Mexic - Țările de Jos1 2 | - Noua Zeelandă - Irlanda de Nord - Norvegia - Paraguay - Polonia2 - Portugalia - Irlanda - România1 · (Andrei Murgu în loc de Adrian Mutu) - Rusia2 - Scoția - Slovenia | - Africa de Sud2 - Spania - Suedia3 - Elveția2 - Turcia - Ucraina2 - Statele Unite ale Americii - Uruguay2 |

1 Are unul sau mai mulți jucători fictivi.
2 Fără stema federației inclusă în joc, și cu tricouri fictive.
3 Cu stema federației, dar cu tricouri fictive.

## Stadioane
Mai jos este lista completă a stadioanelor din FIFA 09 pe Xbox 360, PlayStation 3 și PC (parțial). Se găsesc și stadioane ale cluburilor din Anglia, Scoția și Australia. Pe stadioanele scrise îngroșat își dispută meciurile echipele naționale. 
| Stadioane licențiate Belgia - Constant Vanden Stock Stadium (Anderlecht) Anglia - St. James' Park (Newcastle United) - Emirates Stadium (Arsenal) - Anfield (Liverpool) - Old Trafford (Manchester United) - Stamford Bridge (Chelsea) - White Hart Lane (Tottenham)3 - Stadionul Wembley Franța - Parc des Princes (Paris Saint-Germain) - Stade Gerland (Lyon) - Stade Velodrome (Marseille) - Stade Félix Bollaert (Lens)3 Italia - Stadio delle Alpi (Juventus, Torino)1 - Stadio Olimpico (Roma, Lazio) - Stadio Giuseppe Meazza "San Siro" (Milan, Internazionale) Germania - Allianz Arena (Bayern München, 1860 München) - Signal Iduna Park (Borussia Dortmund) - HSH Nordbank Arena (Hamburg) - Olympiastadion (Hertha Berlin) - BayArena (Bayer Leverkusen) - Veltins-Arena (Schalke 04) - Commerzbank-Arena (Eintracht Frankfurt)3 - Mercedes-Benz Arena (Stuttgart)3 - AWD-Arena (Hannover 96)3 Spania - Estadio Mestalla (Valencia) - Estadio Vicente Calderón (Atlético Madrid) - Camp Nou (FC Barcelona) | Mexic - Estadio Azteca (Club América) - Estadio Jalisco (Guadalajara, Atlas)3 Olanda - Amsterdam ArenA (Ajax)2 Portugalia - Estádio da Luz (Benfica)3 - Estádio do Bessa (Boavista)3 4 - Estádio do Dragão (Porto)3 - Estádio José Alvalade (Sporting CP)3 Coreea de Sud - Daegu Sports Complex (Daegu FC)3 - Seoul World Cup Stadium (FC Seoul)3 Țara Galilor - Millennium Stadium4 Stele Unite - Home Depot Center (Los Angeles Galaxy, Chivas USA)3 Stadioane generice Generic \| - Aloha Park - Closed Square Style2 - Crown Lane - Div1 Euro Style2 - Div2 Euro Style2 - Div3 Euro Style2 - Div1 UK Style2 - Div2 UK Style2 - Div3 UK Style2 - El Bombastico - El Medio - El Reducto - Estadio de las Artes - Estadio del Pueblo - Estadio Latino - Euro Arena - Euro Park - FIWC Stadium - Football Ground \| - Fussball Stadion - Generic Modern2 - Ivy Lane - Modern Euro2 - Modern South America2 - O Dromo - Olimpico Generitico - Olympic Style2 - Open Square Style2 - Oval Style2 - Square Ground - Stade Kokoto - Stade Municipal - Stadio Classico - Stadion 23. Maj - Stadion Europa - Stadion Hanguk - Stadion Neder - Stadion Olympik - Town Park \| |
| - Aloha Park - Closed Square Style2 - Crown Lane - Div1 Euro Style2 - Div2 Euro Style2 - Div3 Euro Style2 - Div1 UK Style2 - Div2 UK Style2 - Div3 UK Style2 - El Bombastico - El Medio - El Reducto - Estadio de las Artes - Estadio del Pueblo - Estadio Latino - Euro Arena - Euro Park - FIWC Stadium - Football Ground | - Fussball Stadion - Generic Modern2 - Ivy Lane - Modern Euro2 - Modern South America2 - O Dromo - Olimpico Generitico - Olympic Style2 - Open Square Style2 - Oval Style2 - Square Ground - Stade Kokoto - Stade Municipal - Stadio Classico - Stadion 23. Maj - Stadion Europa - Stadion Hanguk - Stadion Neder - Stadion Olympik - Town Park |

1Juventus și Torino nu au folosit stadionul din 2006 iar Stadio delle Alpi a fost demolat în 2009. Ambele echipe joacă pe Stadio Olimpico di Torino, dar nu apare în joc.
2Toate stadioanele generice sunt pentru versiunile de PC și PSP. Doar cele marcate cu 2 se regăsesc în versiunile de PS2 și Wii
3Doar PS2 și Wii
4Echipele nu sunt incluse, dar stadioanele sunt.

## Comentatori
- (versiunea globală a jocului) Martin Tyler și Andy Gray (Clive Tyldesley pe versiunile de PC, Nintendo DS, PlayStation 2 și Wii).
- Franceză - Herve Mathoux și Franck Sauzée
- Italian - Giuseppe Bergomi și Fabio Caressa
- Germană - Tom Bayer și Sebastian Hellman
- Spaniolă - Paco González și Manolo Lama
- Spaniola mexicană - Enrique "El Perro" Bermúdez și Ricardo Peláez
- Daneză - Evert ten Napel și Youri Mulder
- Portugheză - David Carvalho și Hélder Conduto
- Maghiară - Richard Faragó și István B. Hajdú
- Rusă - Vasiliy Utkin și Vasiliy Solovjov
- Suedeză - Glenn Hysén și Henrik Strömblad
- Cehă - Jaromír Bosák și Petr Svěcený
- Polonă - Włodzimierz  Szaranowicz și Dariusz Szpakowski
- Portugheza braziliană - Nivaldo Prieto și Paulo Vinícius Coelho

## Coloană sonoră
Coloana sonoră a jocului FIFA 09 a fost anunțată pe 14 august 2008. Este alcătuită din 42 de melodii din 22 de țări.
| - Black Kids - I'm Not Gonna Teach Your Boyfriend How To Dance With You (The Twelves Remix) - Caesar Palace - 1ne - Chromeo - Bonafied Lovin' (Yuksek Remix) - CSS - Jager Yoga - Curumin - Margrela - Cut Copy - Lights And Music - Damian "Jr. Gong" Marley - Something For You (Loaf Of Bread) - Datarock - True Stories - DJ Bitman - Me Gustan - Duffy - Mercy - Foals - Olympic Airways - Gonzales - Working Together (Boys Noize Remix) - Hot Chip - Ready For The Floor (Soulwax Remix) - Jakobínarína - I'm A Villain - Junkie XL - Mad Pursuit - Jupiter One - Platform Moon - Kasabian - Fast Fuse - Ladytron - Runaway - Lykke Li - I'm Good I'm Gone - Macaco - Movin' - MGMT - Kids - Miku Hatsune - Stargazer | - My Federation - What Gods Are These - Najwajean - Drive Me - Plastilina Mosh - Let U Know - Radiopilot - Fahrrad - Reverend and the Makers - Open Your Window - Sam Sparro - Black And Gold - Señor Flavio - Lo Mejor Del Mundo - Soprano - Victory - The Airborne Toxic Event - Gasoline - The Bloody Beetroots - Butter - The Fratellis - Tell Me A Lie - The Heavy - That Kind Of Man - The Kissaway Trail - 61 - The Kooks - Always Where I Need to Be - The Pinker Tones - The Whistling Song - The Script - The End Where I Begin - The Ting Tings - Keep Your Head - The Veronicas - Untouched - The Whip - Muzzle #1 - Tom Jones - Feels Like Music (Junkie XL Remix) - Ungdomskulen - Modern Drummer |